# Matteo Pratichetti
Matteo Pratichetti (Roma, 27 luglio 1985) è un rugbista a 15 italiano, in carriera tre quarti centro due volte campione d’Italia con Calvisano ed internazionale per l'Italia, con cui ha partecipato a due edizioni della Coppa del Mondo di rugby.
È fratello maggiore di Andrea Pratichetti, anch'egli rugbista di rilievo internazionale, e nipote di Carlo Pratichetti, allenatore di rugby ed ex giocatore.

## Biografia
Nativo della zona romana di Casal Palocco, Pratichetti, proveniente da famiglia di tradizione rugbistica (suo padre, Oreste, fu giocatore e allenatore, il suo prozio Silvano Tartaglini fu internazionale italiano negli anni quaranta e cinquanta, lo zio Carlo giocò in Nazionale negli anni ottanta, suo fratello Andrea fu suo compagno di squadra nel Calvisano per la stagione 2008-09 ed è cugino della velista Flavia Tartaglini), iniziò a muovere i primi passi nelle giovanili della Capitolina, durante la militanza nelle quali fu impiegato come raccattapalle durante il primo torneo del Sei Nazioni, nel 2000.
Nel 2004, a 19 anni, fu ingaggiato dal Calvisano ed esordì in nazionale, sotto la guida tecnica del C.T. neozelandese John Kirwan.
Anche il successore di Kirwan, il francese Pierre Berbizier, utilizzò Pratichetti nel suo progetto generale di ringiovanimento della rosa, e lo convocò nella rosa dei partecipanti alla Coppa del Mondo di rugby 2007 in Francia.
A livello di club ha vinto due campionati italiani con Calvisano; nell'estate 2009, dopo che il club del Bresciano si ritirò dal Super 10, Pratichetti firmò un contratto con il Viadana, che lo mise sotto contratto in ottica-Celtic League: nel 2010 la neoistituita franchise degli Aironi, destinata alla competizione celtica allargata all'Italia e il cui nucleo era prevalentemente proprio dal Viadana, infatti, schierò Pratichetti nella propria rosa.
Ancora nel 2011 il C.T. Nick Mallett convocò Pratichetti per la Coppa del Mondo in Nuova Zelanda, nel corso della quale disputò, a 26 anni, la sua ultima partita internazionale, una vittoria contro la Russia nella fase a gironi.
Nel 2012, dopo la revoca della licenza federale agli Aironi, Pratichetti fu ingaggiato dalla franchise delle Zebre, istituita dalla federazione per prenderne il posto.
In tale squadra è rimasto fino alla fine della carriera, annunciata a luglio 2018 a causa di un infortunio alle vertebre cervicali occorsogli durante la stagione appena terminata; Pratichetti ha inoltre dichiarato di voler dedicarsi alla fisioterapia, avendo già compiuto studi in scienze motorie.
Il 2 aprile 2023 segna una meta con i Centurioni come giocatore più longevo in serie A (37 anni 249 giorni).

## Palmarès
- Campionati italiani: 2
Calvisano: 2004-05, 2007-08